# Acarosporomycetidae
De Acarosporomycetidae is een onderklasse van schimmels die behoort tot de klasse der Lecanoromycetes.
De onderklasse bestaat slechts uit een orde, de Acarosporales die op zijn beurt slechts één familie bevat, die van de Acarosporaceae.